# La Villeneuve (Creuse)
La Villeneuve település Franciaországban, Creuse megyében. Lakosainak száma 45 fő (2022. január 1.). La Villeneuve Basville, La Mazière-aux-Bons-Hommes, Saint-Bard és Saint-Oradoux-près-Crocq községekkel határos.

## Népesség
A település népességének változása:
| Lakosok száma | 125  | 117  | 94   | 73   | 80   | 68   | 64   | 54   | 49   | 45   |
|               | 1968 | 1982 | 1990 | 2006 | 2013 | 2015 | 2017 | 2019 | 2020 | 2022 |